# Finca Monsálvez
Finca Monsálvez es un barrio perteneciente al distrito de Churriana de la ciudad andaluza de Málaga, España. Según la delimitación oficial del ayuntamiento, limita al norte con los barrios de Buenavista, Lourdes y Las Espeñuelas y el polígono industrial El Álamo; al este y al sur, con los terrenos no urbanizados de Santa Tecla y Rojas; y al oeste, con el barrio de San Jerónimo.

## Transporte
En autobús queda conectado mediante las siguientes líneas de la EMT: 
| Línea | Trayecto                      | Recorrido | Frecuencia    |
| ----- | ----------------------------- | --------- | ------------- |
| 10    | Alameda Principal - Churriana | Recorrido | 25-30 minutos |